# Justice militaire en Algérie
La justice militaire en Algérie est une juridiction spéciale qui a compétence de juger les militaires algériens en service, ainsi que les civils sous certaines conditions, sur la base du Code pénal militaire ; elle est rendue par les tribunaux militaires.

## Pendant la guerre d'Algérie
Dès avril 1955, la loi d’état d’urgence remit aux tribunaux militaires le jugement des crimes. Les cours d’assises étaient dessaisies à leur profit. Les tribunaux correctionnels, quant à eux, restaient compétents pour juger les délits. Des milliers de procédures, ouvertes pour « atteinte à la sûreté de l’État », « association de malfaiteurs », « coups et blessures », « incendie volontaire », « assassinat »… s’accumulèrent dans les cabinets d’instruction ; plus de quatre mille étaient en cours en décembre 1955.
Entre janvier 1957 et mai 1958, les tribunaux correctionnels jugeaient huit cents à mille personnes par mois, tandis que cinq cents personnes en moyenne étaient renvoyées, chaque mois également, devant les tribunaux militaires.
Le décret du 12 février 1960 crée la fonction de procureur militaire, la procédure est donc totalement remodelée ; ces procureurs militaires étaient des magistrats civils rappelés sous les drapeaux et chargés de mener une enquête sur les personnes arrêtées par l'armée. S'ils s'avéraient coupables, ils étaient traduits devant les tribunaux permanents des forces armées  (TPFA). Instruction supprimée, tribunaux correctionnels écartés : la justice civile n'est plus intervenue jusqu'à la fin du conflit.

## Organisation après l'indépendance
La justice militaire en Algérie est rendue par les juridictions militaires, sous le contrôle de la Cour suprême.
Les juridictions militaires sont organisées en tribunaux militaires et en Cours d'appel militaires ; depuis 2018, un tribunal militaire et une Cour militaire d'appel sont créés dans chaque région militaire. En temps de guerre, des juridictions militaires peuvent être créées.

## Quelques affaires médiatisées
En novembre 2015, Abdelkader Aït Ouarabi, alias Général Hassan, chef du service coordination opérationnelle et de renseignement antiterroriste (SCORAT), unité dépendante du Département du renseignement et de la sécurité, service de renseignement algérien, est condamné à 5 ans de prison par le tribunal militaire d'Oran, pour les accusations de « destruction de documents » et « infractions aux consignes militaires ». Il est acquitté par le tribunal militaire de Blida en mars 2021 alors qu'il avait purgé la totalité de sa peine.
En septembre 2019, la Cour militaire de Blida a condamné Mohamed Mediène, Athmane Tartag, Saïd Bouteflika et Louisa Hanoune, à 15 ans de prison pour les chefs d'inculpation de « complot ayant pour but de porter atteinte à l'autorité de l’État » et « complot dans le but de changer le régime ». En février 2020, la Cour militaire d'appel confirme les peines pour les deux ex-patrons de renseignement algérien et le frère et conseiller de l'ex-président de la République alors que la secrétaire général du parti des travailleurs a vu sa peine réduite à 3 ans de prison dont 9 mois ferme. En novembre 2020, la Cour suprême annule le jugement et ordonne un nouveau procès avec une nouvelle composante ; la Cour d'appel militaire de Blida a prononcé l'acquittement des quatre condamnés en janvier 2021.
En septembre 2021, le général Ghali Belkecir, ancien commandant de la Gendarmerie nationale, est condamné par contumace (étant en fuite à l'étranger) à 20 ans de prison ferme par le tribunal militaire de Blida, pour « haute trahison » et « détention d’informations et de documents confidentiels dans le but de les mettre à le disposition d’un agent d’un pays étranger ». Il est condamné à nouveau par le même tribunal en janvier 2022 à la prison à vie alors qu'il est toujours en fuite à l'étranger.
En janvier 2022, le tribunal militaire de Blida condamne Guermit Bounouira, ex-secrétaire particulier d'Ahmed Gaïd Salah à la peine capitale pour « haute trahison ». Ce dernier avait notamment mis en cause Saïd Chengriha pour des opérations de trafic de drogue et d'armes pendant les années 1990 et 2000 ,
En juin 2023, le tribunal militaire de Blida condamne en appel le général Wassini Bouazza, ex-directeur général de la sécurité intérieure, à 16 ans de prison. Il est accusé de « enrichissement illicite », « abus de fonction », « trafic d’influence », « entrave au bon fonctionnement de la justice » et « infraction aux consignes militaires » ; il est également reconnu coupable d’avoir « interféré » dans l’opération électorale présidentielle du 12 décembre 2019, au profit du candidat Azzedine Mihoubi, ex-secrétaire général par intérim du RND et ancien ministre de la Culture, au détriment des autres candidats.